# حمض البيربروميك
حمض البيربروميك هو حمض أكسجيني للبروم صيغته HBrO4، وهو يوجد فقط على شكل محلول.

## التحضير
لا يمكن الحصول على هذا الحمض إلا من خلال أكسدة أملاح البرومات باستخدام مؤكسد قوي مثل الفلور أو ثنائي فلوريد الزينون:
{\displaystyle \mathrm {BrO_{3}^{-}+\ F_{2}+2\ OH^{-}\longrightarrow \ BrO_{4}^{-}+2\ F^{-}+2\ H_{2}O} }

## الخواص
يستحصل هذا الحمض على شكل محلول فقط، ولا يمكن الحصول على شكل صلب منه؛ من جهة أخرى تدعى أملاح هذا الحمض باسم بيربرومات.
لا يعد هذا الحمض من المركبات المستقرة، إذ يتفكك بالتراكيز المرتفعة إلى حمض البروميك والأكسجين.